# Campeonato Sul-Mato-Grossense de Futebol de 2013
O Campeonato Sul-Mato-Grossense de 2013 foi a trigésima quinta edição desta competição futebolística organizada pela Federação de Futebol de Mato Grosso do Sul.
O título desta edição ficou com o CENE, que conquistou o campeonato após vencer o Naviraiense nos dois jogos da final. Com esses resultados, o clube obteve o seu quinto título na história da competição e também o direito de disputar a Copa do Brasil de 2014 e a Série D de 2014.
Por outro lado, o rebaixamento para a Série B começou a ser definido na décima terceira rodada. O Corumbaense teve o rebaixamento confirmado após uma derrotada para o Sete de Dourados. Um dia depois, foi a vez do Chapadão, que até venceu sua partida, mas precisava de uma combinação de resultados que não aconteceu.

## Formato e participantes
O regulamento do Campeonato Sul-Mato-Grossense de 2013 permaneceu semelhante ao do ano anterior: numa primeira fase, as agremiações foram divididas em dois grupos, pelos quais disputaram jogos de turno e returno contra os adversários do próprio chaveamento. Os quatro melhores de cada grupo classificaram-se para as quartas de final, disputadas em partidas eliminatórias com os vencedores dos confrontos avançando até a final. Os catorze participantes dessa edição foram:
- Águia Negra
- Aquidauanense
- CENE
- Chapadão
- Comercial
- Corumbaense
- Itaporã
- Ivinhema
- Maracaju
- Misto
- Naviraiense
- Novoperário
- Sete de Dourados
- URSO

## Resultados
Os resultados das partidas da competição estão apresentados nos chaveamentos abaixo. A primeira fase foi disputada por pontos corridos. Após 14 rodadas, os clubes classificados continuaram em um sistema eliminatório formado por partidas de ida e volta, as equipes mandantes da primeira partida estão destacadas em itálico e as vencedoras do confronto, em negrito. Conforme preestabelecido no regulamento, o resultado agregado das duas partidas definiram quem avançou à final, que foi disputada por CENE e Naviraiense e vencida pela primeira equipe, que se tornou campeã da edição.

### Fases finais
|  | Quartas de final         | Quartas de final         | Quartas de final         | Quartas de final         |   |          | Semifinais       | Semifinais       | Semifinais       | Semifinais       |  |             | Final                   | Final                   | Final                   | Final                   |  |  |
|  | 30 de março a 9 de abril | 30 de março a 9 de abril | 30 de março a 9 de abril | 30 de março a 9 de abril |   |          | 13 a 21 de abril | 13 a 21 de abril | 13 a 21 de abril | 13 a 21 de abril |  |             | 28 de abril e 5 de maio | 28 de abril e 5 de maio | 28 de abril e 5 de maio | 28 de abril e 5 de maio |  |  |
|  |                          |                          |                          |                          |   |          |                  |                  |                  |                  |  |             |                         |                         |                         |                         |  |  |
|  | Itaporã                  | 1                        | 2                        | 3                        |   |          |                  |                  |                  |                  |  |             |                         |                         |                         |                         |  |  |
|  | Aquidauanense            | 1                        | 1                        | 2                        |   |          |                  |                  |                  |                  |  |             |                         |                         |                         |                         |  |  |
|  | Aquidauanense            | 1                        | 1                        | 2                        |   | Itaporã  | 0                | 2                | 2                |                  |  |             |                         |                         |                         |                         |  |  |
|  |                          |                          |                          |                          |   | Itaporã  | 0                | 2                | 2                |                  |  |             |                         |                         |                         |                         |  |  |
|  |                          | Naviraiense (mc)         | 1                        | 1                        | 2 |          |                  |                  |                  |                  |  |             |                         |                         |                         |                         |  |  |
|  | Novoperário              | Naviraiense (mc)         | 1                        | 1                        | 2 | 2        | 2                | 4                |                  |                  |  |             |                         |                         |                         |                         |  |  |
|  | Novoperário              |                          |                          |                          |   | 2        | 2                | 4                |                  |                  |  |             |                         |                         |                         |                         |  |  |
|  | Naviraiense (mc)         | 2                        | 2                        | 4                        |   |          |                  |                  |                  |                  |  |             |                         |                         |                         |                         |  |  |
|  | Naviraiense (mc)         | 2                        | 2                        | 4                        |   |          |                  |                  |                  |                  |  | Naviraiense | 1                       | 0                       | 1                       |                         |  |  |
|  |                          |                          |                          |                          |   |          |                  |                  |                  |                  |  | Naviraiense | 1                       | 0                       | 1                       |                         |  |  |
|  |                          | CENE                     | 2                        | 4                        | 6 |          |                  |                  |                  |                  |  |             |                         |                         |                         |                         |  |  |
|  | Ivinhema                 | CENE                     | 2                        | 4                        | 6 | 4        | 1                | 5                |                  |                  |  |             |                         |                         |                         |                         |  |  |
|  | Ivinhema                 |                          |                          |                          |   | 4        | 1                | 5                |                  |                  |  |             |                         |                         |                         |                         |  |  |
|  | Naviraiense (mc)         | 2                        | 3                        | 5                        |   |          |                  |                  |                  |                  |  |             |                         |                         |                         |                         |  |  |
|  | Naviraiense (mc)         | 2                        | 3                        | 5                        |   | Ivinhema | 0                | 0                | 0                |                  |  |             |                         |                         |                         |                         |  |  |
|  |                          |                          |                          |                          |   | Ivinhema | 0                | 0                | 0                |                  |  |             |                         |                         |                         |                         |  |  |
|  |                          | CENE                     | 1                        | 2                        | 3 |          |                  |                  |                  |                  |  |             |                         |                         |                         |                         |  |  |
|  | Sete de Dourados         | CENE                     | 1                        | 2                        | 3 | 0        | 0                | 0                |                  |                  |  |             |                         |                         |                         |                         |  |  |
|  | Sete de Dourados         |                          |                          |                          |   | 0        | 0                | 0                |                  |                  |  |             |                         |                         |                         |                         |  |  |
|  | CENE                     | 3                        | 3                        | 6                        |   |          |                  |                  |                  |                  |  |             |                         |                         |                         |                         |  |  |